# Inayat Khan
Hazrat Pir-o-Murshid Inayat Khan (Baroda, Indija, 5. srpnja 1882. – New Delhi, 5. veljače 1927.) osnivač Zapadnjačkog sufijskog reda 1914. u Londonu i učitelj univerzalnog sufizma. Na Zapad je došao kao sjevernoindijski klasični glazbenik, ali ubrzo se posvetio prenošenju i poučavanju sufijske nauke. Londonski sufijski red 1923. je pretvoren u novu organizaciju nazvanu Međunarodni sufijski pokret. Khanova poruka božanskog jedinstva (Tawhid) bavi se temama ljubavi, sklada i ljepote. Naučavao je kako slijepo prianjanje uz bilo koju knjigu religiji oduzima duh. Ogranci pokreta Inayata Khana postoje u Nizozemskoj, Francuskoj, Engleskoj, Njemačkoj, Sjedinjenim Američkim Državama, Kanadi, Rusiji i Australiji.

## Vanjske poveznice
Mrežna mjesta
- Hazrat Inayat Khan Study Database, djela Inayat Khana (engl.)
- The Nekbakht Foundation  Arhivirana inačica izvorne stranice od 19. siječnja 2016. (Wayback Machine), zaklada posvećena životu i djelu Inayat Khana (engl.)
- International Sufi Movement, stranice Međunarodnog sufijskog pokreta, organizacije koju je utemeljio Inayat Khan (engl.)